# Плезантс (округ, Західна Вірджинія)
Шаблон:StateAbbr_ 39°22′ пн. ш. 81°10′ зх. д. / 39.37° пн. ш. 81.16° зх. д.
Округ  Плезантс (англ. Pleasants County) — округ (графство) у штаті  Західна Вірджинія, США. Ідентифікатор округу 54073.

## Історія
Округ утворений 1851 року.

## Демографія
За даними перепису 2000 року загальне населення округу становило 7514 осіб, зокрема міського населення було 3150, а сільського — 4364. Серед мешканців округу чоловіків було 3760, а жінок — 3754. В окрузі було 2887 домогосподарств, 2135 родин, які мешкали в 3214 будинках. Середній розмір родини становив 2,93.
Віковий розподіл населення поданий у таблиці:
| Стать    | До 15 років | 15-21 | 22-29 | 30-39 | 40-49 | 50-65 | 65-85 | Понад 85 |
| -------- | ----------- | ----- | ----- | ----- | ----- | ----- | ----- | -------- |
| Чоловіки | 761         | 355   | 358   | 533   | 631   | 676   | 405   | 41       |
| Жінки    | 688         | 325   | 336   | 537   | 580   | 612   | 597   | 79       |

## Суміжні округи
- Вашингтон, Огайо — північ
- Тайлер — схід
- Рітчі — південний схід
- Вуд — південний захід

## Виноски
1. ↑  U.S. Decennial Census. United States Census Bureau. Процитовано 11 січня 2014.
2. ↑  Historical Census Browser. University of Virginia Library. Архів оригіналу за 30 травня 2019. Процитовано 11 січня 2014.
3. ↑  Population of Counties by Decennial Census: 1900 to 1990. United States Census Bureau. Процитовано 11 січня 2014.
4. ↑  Census 2000 PHC-T-4. Ranking Tables for Counties: 1990 and 2000 (PDF). United States Census Bureau. Процитовано 11 січня 2014.
5. ↑  State & County QuickFacts. United States Census Bureau. Архів оригіналу за 7 червня 2011. Процитовано 11 січня 2014.(англ.) Наведено за англійською вікіпедією.
6. ↑  American FactFinder. Бюро перепису населення США. Архів оригіналу за 26 лютого 2012. Процитовано 31 січня 2008.

| США | Це незавершена стаття з географії США. Ви можете допомогти проєкту, виправивши або дописавши її. |